# UKTV

Logo UKTV

UKTV – grupa dziesięciu telewizyjnych kanałów tematycznych dostępnych w Wielkiej Brytanii i Irlandii, będących współwłasnością BBC Worldwide, komercyjnej części brytyjskiego publicznego nadawcy radiowo-telewizyjnego BBC, oraz amerykańskiej spółki medialnej Scripps Networks Interactive. Wszystkie kanały dostępne są w sieciach kablowych i przekazie satelitarnym, a cztery z nich także w cyfrowym przekazie naziemnym.

## Historia
W 1992 uruchomiony został kanał UK Gold, mający służyć BBC oraz Thames Television jako miejsce, w którym obaj nadawcy mogliby zarabiać dodatkowo na powtórkowych emisjach programów ze swoich archiwów. Trzecim udziałowcem powołanej do tego celu spółki była amerykańska firma Cox Enterprises. W kolejnych latach w wyniku serii przekształceń własnościowych głównym udziałowcem UK Gold została firma Flextech, a jej mniejszościowym partnerem BBC. Od 2000 Flextech był kontrolowany przez firmę telekomunikacyjną Telewest, zaś w 2007 komercyjnym  współwłaścicielem UKTV została spółka Virgin Media. W międzyczasie udziały BBC zostały zwiększone do 50%. W latach 1998–2005 liczba kanałów nadawanych przez UKTV wzrosła z jednego do dziesięciu. W latach 2007–2009 miał miejsce stopniowy rebranding wszystkich stacji, w toku którego uzyskały one zupełnie nowe nazwy, pozbawione członu "UK". W 2011 grupa Virgin sprzedała swoje udziały amerykańskiej firmie Scripps Networks Interactive. 

## Kanały UKTV
| nazwa       | profil tematyczy        |
| ----------- | ----------------------- |
| U&Alibi     | kryminalny              |
| U&Dave      | komediowy, dla mężczyzn |
| U&Drama     | serialowy               |
| U&Eden      | popularnonaukowy        |
| U&Gold      | komediowy               |
| U&W         | ogólnorozrywkowy        |
| U&Yesterday | historyczny             |

Zlikwidowane Kanały
| nazwa             | profil tematyczy            |
| ----------------- | --------------------------- |
| Good Food         | kulinarny                   |
| Home              | dom i ogród                 |
| Really            | dla kobiet                  |
| CCXTV             | telezakupy                  |
| Play UK           | muzyka                      |
| UK Horizons       | dokumentalny                |
| UKTV Gardens      | dom i ogród                 |
| UKTV Bright Ideas | Styl, kuchnia i ogrodnictwo |
| UKTV Style 2      | dla kobiet                  |